# Beatriz Berrocal Pérez
Beatriz Berrocal Pérez (Benavente, Zamora, 5 de dezembro de 1962) é uma escritora espanhola. Sua actividade literária tem abordado tanto a literatura infantil e juvenil e a novela ou o relato para adultos.

## Obra
- 2004: Memorias de Tristán Saldaña, Editorial Everest
- 2005: Marioneta, Editorial Everest
- 2005: Redacción de mi pueblo
- 2007: La vida es una barca, Grup Lobher Editorial
- 2007: Al norte del norte, Grup Lobher Editorial
- 2007: Mujer tenías que ser, Grup Lobher Editorial
- 2007: Un verano en el garaje Grup Lobher Editorial
- 2007: Muna, Editorial Everest
- 2008: Cantando los cuarenta, Editorial Hipálage
- 2010: "Los cuentos de Mingabe" Relato: "Manu e Gus" Editado pela Fundação para a divulgação da fibromialgia.
- 2011: Cosa mía
- 2012: " Loreto Y Gus" Editado por On-line Studio Productions para Apple.
- 2012: La princesa que quería escribir, Editorial Amigos de papel.
- 2013: "Tengo un dragón en la tripa" Editorial Everest.
- 2016: " La revolución de las perdices" Editorial SM

## Reconhecimentos
- Finalista no certamen de relato da Fundação de Direitos Civis, em 2001, 2002 e 2003.[1]
- Primeiro Prêmio Concorro de Conto Infantil da Fundação Cabana (Mallorca), 2005.[2]
- Primeiro prêmio no Certamen de relatos convocado pela Associação Cultural Tertulia Goya  (Santander) (2006)[3]
- Accésit outorgado pela editorial Edebé no Certamen de Novela Desportiva convocado pela diário Marca (2007)[4]
- Por segunda vez prêmio ao melhor relato de autora leonesa no certamen “Imagens de mulher” convocado pela prefeitura de León (2007)
- Primeiro prêmio no Certamen de relato organizado pela prefeitura de Villaquilambre (León. 2008)
- Segundo prêmio no Certamen de relatos convocado pela prefeitura de Miranda de Ebro (2009)